# Mirni (Kushchóvskaya, Krasnodar)
Mirni (del ruso: Мирный) es un posiólok del raión de Kushchóvskaya del krai de Krasnodar, en Rusia. Está situado 17 km al nordeste de Kushchóvskaya y 186 km al norte de Krasnodar, la capital del krai. Tenía 224 habitantes en 2010
Pertenece al municipio Kushchóvskoye.

## Historia
Pertenecía anteriormente al selsovet Stepnianskoye.